# 나카데라촌
나카데라촌(中寺村)은 효고현 간자키군에 있던 촌이다. 현재의 히메지시 북서부에 해당한다.

## 역사
- 1889년 4월 1일 - 정촌제 시행에 의해 8촌의 구역을 가지고 진사이군 고로촌이 성립하였다.
- 1896년 4월 1일 - 간자키군이 성립하여, 소속이 변경되었다.
- 1954년 3월 31일 - 고로촌과 합병해 고데라정이 성립하여, 동일 나카데라촌은 폐지되었다.

## 교통

### 철도
- 일본국유철도 (현 서일본 여객철도)
  - 가시야선

## 참고문헌
- 가도카와 일본지명대사전 28 효고현